# Купа на Аматьорската футболна лига
Купата на Аматьорската футболна лига е българска футболна награда, за която се организира турнир, основан през 1994 от БФС. В него могат да участват всички желаещи аматьорски футболни клубове, които имат представителни отбори във Трета лига или областните групи. Турнирът за Купата на АФЛ се провежда по системата на елиминиране в една среща. Ако резултатът остане равен след края на редовното време, продължения не се играят и се пристъпва директно към изпълнение на 11-метрови наказателни удари.

## Етапи
Турнирът се провежда в три етапа – областни квалификации през септември и октомври, квалификационни срещи с участието на областните първенци между ноември и март, и полуфинали и финал през април и май. Мачовете от последния етап се играят на неутрален терен.

## Зони на провеждане
- Североизточна България: Варна, Шумен, Добрич, Силистра, Разград, Търговище и Русе.
- Северозападна България: Велико Търново, Габрово, Плевен, Ловеч, Враца, Монтана и Видин.
- Югозападна България: София-град, София-област, Перник, Кюстендил, Благоевград и Пазарджик,
- Югоизточна България: Пловдив, Смолян, Кърджали, Хасково, Ямбол, Сливен, Стара Загора и Бургас.

## Купа на Аматьорската футболна лига
| Година | Победител                                                 | Резултат      | Финалист            |
| ------ | --------------------------------------------------------- | ------------- | ------------------- |
| 1995   | Септември (Симитли)                                       | 7:6 сл. дуз.  | Сокол 94 (Пловдив)  |
| 1996   | Ловико (Сухиндол)                                         |               |                     |
| 1997   | Кремиковци                                                |               |                     |
| 1998   | Родопа (Смолян)                                           |               | Калиакра (Каварна)  |
| 1999   | Видима-Раковски (Севлиево)                                | 4-3           | Розова долина       |
| 2000   | Феърплей (Варна)                                          | 0-0 / 5-4 дуз | Сокол (Марково)     |
| 2001   | Димитровград                                              | 2-0           | Феърплей (Варна)    |
| 2002   | Янтра (Габрово)                                           | 2-0           | Родопа (Смолян)     |
| 2003   | Поморие                                                   | 1-0           | Бдин Видин          |
| 2004   | Дунав (Русе)                                              | 1-0           | Сливен              |
| 2005   | Хасково                                                   | 1-1 / 5-4 дуз | Миньор (Перник)     |
| 2006   | Черноморец (Бургас)                                       | 4-1           | Костинброд          |
| 2007   | Малеш (Микрево)                                           | 3-1           | Бенковски (Бяла)    |
| 2008   | Ком-Миньор (Берковица)                                    | 2-1           | Несебър             |
| 2009   | Поморие                                                   | 4-1           | Бенковски (Бяла)    |
| 2010   | Равда                                                     | 1-0           | Две могили          |
| 2011   | Нефтохимик (Бургас)                                       | 2-2 / 5-4 дуз | Спартак (Варна)     |
| 2012   | Витоша (Бистрица)                                         | 2-1           | Две могили          |
| 2013   | Локомотив (Мездра)                                        | 1-1 / 6-5 дуз | Орловец (Победа)    |
| 2014   | Верея (Стара Загора)                                      | 2-0           | Миньор (Перник)     |
| 2015   | Дунав (Русе)                                              | 4-2           | Сливнишки герой     |
| 2016   | Несебър                                                   | 2-0           | Черноморец (Балчик) |
| 2017   | Черноморец (Балчик)                                       | 3-0           | ЦСКА 1948           |
| 2018   | Арда (Кърджали)                                           | 1-1 / 5-4 дуз | Кариана (Ерден)     |
| 2019   | Балкан (Ботевград)                                        | 3-1           | Суворово            |
| 2020   | не се провежда финална фаза заради пандемията от COVID 19 |               |                     |
| 2021   | Розова долина (Казанлък)                                  | 3-2           | Марек (Дупница)     |
| 2022   | Витоша (Бистрица)                                         | 1-0           | Дунав (Русе)        |
| 2023   | Локомотив (Горна Оряховица)                               | 2-0           | Саяна (Хасково)     |
| 2024   | Фратрия                                                   | 2-0           | Академик (Свищов)   |
| 2025   | Ямбол                                                     | 2-2 / 4-3 дуз | Черноморец (Балчик) |
| 2026   | –                                                         | –             | –                   |